# Tree of Savior
Tree of Savior é um MMORPG (massively multiplayer online role playing game) o jogo foi desenvolvido por Kim Hakkyu, criador do Ragnarok Online. Ele é baseado na tradicional cultura e mitologia lituana.
Tree of Savior foi postado para Steam Greenlight em 12 de Maio de 2015 e aprovado em menos de 10 horas.

## Classes
Como muitos populares MMOs, Tree of Savior utiliza um sistema de classes que determina as habilidades que um personagem terá acesso. Existem quatro classes disponíveis, dentro do qual o jogador pode escolher uma variedade de sub-classes para avançar (parecido como em Ragnarok Online).
As cinco classes básicas são :
- Espadachim [2]
- Clérigo[3]
- Mago
- Arqueiro
- Batedor